# メアリー・リンリー

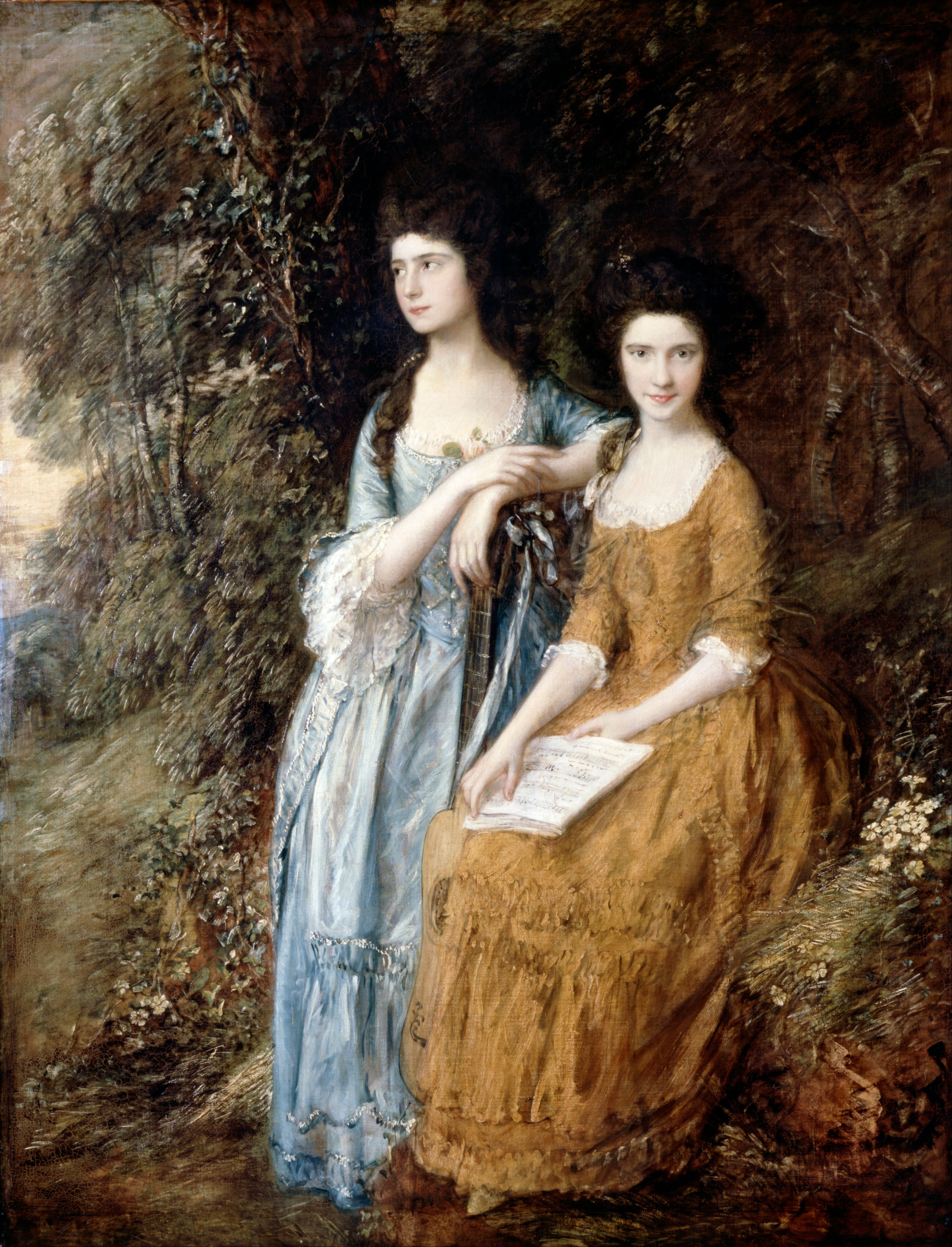
『リンリー姉妹』
トマス・ゲインズバラ画
メアリー（右）と姉のエリザベス

メアリー・リンリー（Mary Linley、1758年1月4日 - 1787年7月27日）は、イングランドの歌手。

## 生涯
リンリーはバースに生まれた。父はトーマス・リンリー・ジ・エルダーであり、その妻メアリー・ジョンソン（-Johnson）との間の子どもであった。彼女は1771年にヘレフォードの、翌1772年にはグロスターのスリー・コーラス・フェスティバルに姉のエリザベスと共に出演している。エリザベスが現役を退くと、リンリーはオラトリオや室内演奏会で姉に代わって活躍するようになった。1780年7月25日、彼女は切手製造の局長でパンフレット制作も行っていた劇作家のリチャード・ティッケルと結婚した。彼らは2人の息子と1人の娘を儲けた。リンリーは1787年に生涯を閉じ、ウェルズ大聖堂に埋葬された。